# Campeonato Húngaro de Futebol de 1943–44
O Campeonato Húngaro de Futebol de 1943–44, denominada oficialmente de Nemzeti Bajnokság I 1943–44, foi a 41ª edição da competição máxima do futebol húngaro. O campeão foi o Nagyváradi que conquistou seu primeiro e único título húngaro. A equipe era de fato de Oradea, que atualmente faz parte da Romênia. Outra equipe de uma cidade da Transilvânia foi Kolozsvár, enquanto Ujvideki era de Novi Sad, Sérvia.
O artilheiro do torneio foi Gyula Zsengellér do Újpesti com 33 gols.

## Classificação
| Pos. | Equipes      | Pts | J  | V  | E  | D  | GP | GC  | SG  | Classificação ou Rebaixamento               |
| ---- | ------------ | --- | -- | -- | -- | -- | -- | --- | --- | ------------------------------------------- |
| 1    | Nagyváradi   | 49  | 30 | 24 | 1  | 5  | 78 | 36  | 63  | Campeão                                     |
| 2    | Ferencváros  | 36  | 30 | 16 | 4  | 10 | 71 | 46  | 25  |                                             |
| 3    | Kolozsvár    | 36  | 30 | 15 | 6  | 9  | 54 | 45  | 9   |                                             |
| 4    | Gamma        | 35  | 30 | 14 | 7  | 9  | 53 | 40  | 13  |                                             |
| 5    | Újpest       | 33  | 30 | 13 | 7  | 10 | 92 | 59  | 33  |                                             |
| 6    | Újvidéki     | 31  | 30 | 12 | 7  | 11 | 68 | 58  | 10  |                                             |
| 7    | Salgótarjáni | 30  | 30 | 13 | 4  | 13 | 71 | 60  | 11  |                                             |
| 8    | Szolnoki     | 30  | 30 | 13 | 4  | 13 | 59 | 58  | 1   |                                             |
| 9    | Csepel       | 29  | 30 | 12 | 5  | 13 | 63 | 66  | –3  |                                             |
| 10   | Kispest      | 28  | 30 | 11 | 6  | 13 | 66 | 64  | 2   |                                             |
| 11   | DiMÁVAG      | 28  | 30 | 11 | 6  | 13 | 49 | 59  | –10 |                                             |
| 12   | Debreceni    | 28  | 30 | 10 | 8  | 12 | 48 | 70  | –22 |                                             |
| 13   | Vasas        | 27  | 30 | 8  | 11 | 11 | 54 | 61  | –7  |                                             |
| 14   | Szegedi      | 24  | 30 | 9  | 6  | 15 | 53 | 68  | –15 | Zona de rebaixamento à Nemzeti Bajnokság II |
| 15   | Elektromos   | 20  | 30 | 9  | 2  | 19 | 60 | 97  | –37 | Zona de rebaixamento à Nemzeti Bajnokság II |
| 16   | BSzKRt       | 16  | 30 | 4  | 8  | 18 | 50 | 102 | –52 | Zona de rebaixamento à Nemzeti Bajnokság II |

## Premiação
| Campeonato Húngaro de 1943–44  |
| Hungria                        |
| ------------------------------ |
| NAGYVÁRADI Campeão (1º título) |

## Artilheiros
| Pos. | Jogador          | Equipe       | Gols |
| ---- | ---------------- | ------------ | ---- |
| 1    | Gyula Zsengellér | Újpest       | 33   |
| 2    | Béla Egresi      | Kispest      | 24   |
| 3    | Ferenc Sarvári   | Nagyváradi   | 23   |
| 3    | Ferenc Szusza    | Újpest       | 23   |
| 5    | Vincze Gyula     | Salgótarjáni | 22   |
| 6    | Ferenc Csuberda  | Salgótarjáni | 17   |
| 6    | Fábián József    | Szegedi      | 17   |
| 8    | Gyula Szilágyi   | Debreceni    | 16   |
| 8    | Gyula Tóth       | Vasas        | 16   |
| 10   | Iuliu Bodola     | Nagyváradi   | 15   |
| 10   | Bela Palfi       | Újvidéki     | 15   |
| 10   | Welker József    | Újvidéki     | 15   |